# Puklica
Puklica is een plaats in de gemeente Đulovac in de Kroatische provincie Bjelovar-Bilogora. De plaats telt 155 inwoners (2001).